# Audi Avantissimo
L'Audi Avantissimo estt une étude de conception présentée par Audi au Salon de l'automobile de Francfort (IAA) à l'automne 2001. Il s’agissait d’un break destiné à la catégorie des voitures luxueuses.
Le véhicule était équipé d'un moteur huit cylindres biturbo d'une cylindrée de 4,2 litres, d’une puissance de 316 kW (430 ch) et d'une transmission automatique à six rapports avec palettes au volant pour les changements de vitesse. Le châssis en aluminium, la suspension pneumatique à commande électronique avec niveau de contrôle, le frein de stationnement électrique, les phares bi-xénon avec feu de virage et la transmission intégrale quattro ont fait sensation à l'IAA. L'étude a présenté pour la première fois le système d'infodivertissement Audi Multi Media Interface et le lecteur d'empreintes digitales.
Le modèle avait un toit en verre électrochrome et les sièges pouvaient être réglés électriquement. Le hayon s'ouvrait en continu jusqu'à un angle de 70 degrés.